# 하일랜즈 지방

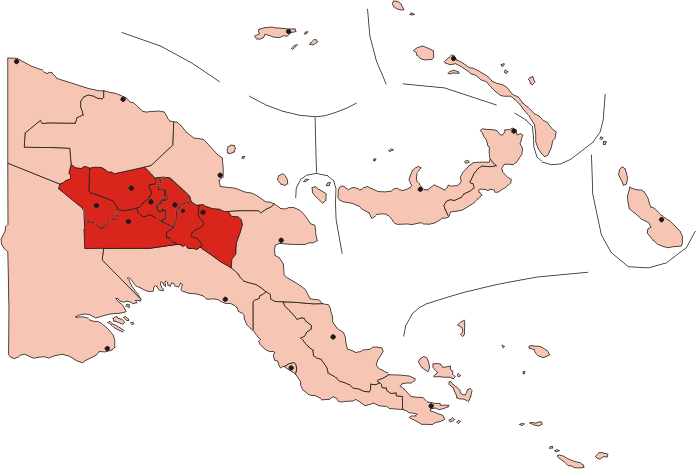
하일랜즈 지방의 위치

하일랜즈 지방(Highlands Region)은 파푸아뉴기니를 구성하는 4개의 지방 가운데 하나로 파푸아뉴기니 중서부에 위치한다. 중심 도시는 마운트하겐이며 면적은 62,400 km2, 인구는 1,973,996명(2000년 기준)이다. 파푸아뉴기니를 구성하는 주 가운데 7개 주(서던하일랜즈주, 엥가주, 웨스턴하일랜즈주, 심부주, 이스턴하일랜즈주, 헬라주, 지와카주)가 이 지방에 속한다.

## 같이 보기
- 파푸아뉴기니의 주